# Illa Tupac
Illa Tupac, il cui nome è anche riportato come Illatupa (fine XV secolo – seconda metà XVI secolo), è stato un condottiero inca.

## Biografia
Si tratta di uno dei comandanti principali dell'esercito Inca che si schierò a fianco di Manco II nella guerra di Riconquista intrapresa dagli Inca contro gli invasori spagnoli.
Apparteneva alla nobiltà del Cuzco discendendo direttamente da Túpac Yupanqui ed aveva militato sotto gli ordini di Huayna Cápac. Durante la guerra civile si era battuto dalla parte di Atahuallpa, ma di fronte alla conquista del suo paese non aveva esitato a mettersi agli ordini di Manco quando questi aveva dato inizio alla sollevazione generale di tutto il suo popolo.
Partecipò all'attacco di Lima agli ordini di Quizu Yupanqui e quando questi venne ucciso guidò il resto dell'esercito in una zona di sicurezza sulle propaggini delle Ande. Da qui prese a infastidire gli Spagnoli con continui attacchi e tentò di ostacolare il passaggio delle loro armate dirette al Cuzco. Non riuscì ad impedire che Alonso de Alvarado, forte di trecentocinquanta uomini riuscisse a passare, ma in due successivi scontri gli inflisse notevoli perdite e lo obbligò a procedere con somma cautela.
Le sue azioni avevano assunto una rilevanza tale da obbligare Francisco Pizarro a promuovere una spedizione al solo scopo di catturarlo. Frattanto Illa Tupac aveva spostato la sua base di operazioni nella regione di Huánuco e qui attese a piè fermo i suoi nemici che intendevano fondare una città per controllare la contrada. Il comandante spagnolo, Gómez de Alvarado, fondò effettivamente la nuova città di Huanuco, ma dopo poche settimane fu costretto dai continui attacchi di Illa Tupac ad abbandonarla.
Negli anni successivi altri capitani spagnoli sperimentarono la valentia di Illa Tupac. Alonso de Mercadillo e Francisco de Chavez, il sanguinario sterminatore di indigeni, furono successivamente battuti dalle sue armate, ma il successo di maggior prestigio, il condottiero inca doveva ottenerlo contro il più rinomato conquistador del Perù, il fratello stesso di Francisco Pizarro.
Nel 1540, Gonzalo Pizarro era in marcia con duecentocinquanta uomini verso Quito, dove intendeva organizzare una spedizione verso le terre delle foreste amazzoniche. Il cammino attraversava la contrada controllata da Illa Tupac e questi non si fece sfuggire l'occasione. I suoi uomini fecero, in quella giornata, prodigi di valore e costrinsero gli Spagnoli a difendersi strenuamente senza poter forzare il passaggio. L'altero Gonzalo fu costretto a chiedere aiuto al potente fratello e solo l'arrivo di ingenti rinforzi gli consentì di raggiungere la sicurezza di Quito.
Illa Tupac continuò la sua lotta accanita e ormai isolata ancora per molti anni.
Nel 1543, secondo le cronache di Cieza de Leon sarebbe stato ucciso da un capitano spagnolo, tale Juan de Vargas, su commissione del nuovo governatore di Huanuco. Lo storico Agustín de Zárate assicura invece che nel 1544 era ancora vivo ed attivo, tanto che avrebbe preso contatto con il viceré del Perù, Blasco Núñez Vela, per denunciare i disegni sovversivi del suo fiduciario di Huanuco.